# Edificis de La Caixa (l'Hospitalet de Llobregat)
Els edificis de La Caixa són un monument protegit com a bé cultural d'interès local a l'Hospitalet de Llobregat (Barcelonès).

## Descripció
És un edifici de gran llargària situat davant de l'Ajuntament. Està format per planta baixa i quatre pisos excepte un cos que sobresurt de la línia de façana, situat a l'extrem dret, que té un pis més. Les obertures, gairebé totes rectangulars, segueixen un ritme regular marcant l'horitzontalitat de l'edifici. A la planta baixa hi ha una porta hi ha finestra d'arc de mig punt, mentre que la resta són allindanades; en aquest nivell el mur està arrebossat i imita carreus. En la primera i segona planta les obertures donen pas a balcons i estan separades per unes pilastres dòriques, que ocupen els dos pisos, i aguanten una cornisa. En el tercer i quart pis les finestres són més petites i, coronant l'edifici, hi ha una cornisa amb un fort ràfec i el mur de tancament del terrat.
En el cos dret les pilastres són més grans, arriben fins al tercer pis i són corínties. Aquestes aguanten un entaulament i en el fris hi ha la inscripció "Caja de Pensiones para la Vejez y de Ahorros". En el centre hi ha un relleu escultòric dedicat a la família. En el cinquè pis les finestres són d'arc de mig punt i per sobre hi ha la cornisa i el mur de tancament del terrat.

## Història
Quan l'any 1936 es van enderrocar les "deu cases noves" i l'església renaixentista, l'espai que ocupa ara la plaça de l'Ajuntament va quedar buit. Acabada la guerra s'encomanà a l'arquitecte municipal, Manuel Puig Janer, que iniciés la construcció de l'actual església parroquial i també, possiblement al mateix temps, la de l'edifici de "La Caixa", ja que es van acabar alhora. Com el nom indica, l'edifici va ser promocionat per l'antiga "Caja de Pensiones para la Vejez y el Ahorro". La coincidència temporal i d'autor fa que la plaça tingui una homogeneïtat d'estil i materials.